# Lepenci
Lepenci (tudi lepenjci; znanstveno ime Chrysomelidae) so velika družina vsejedih hroščev (Polyphaga), v katero uvrščamo okoli 35.000 opisanih vrst hroščev. So skoraj izključno rastlinojedi, med njimi pa je verjetno najbolj znan koloradski hrošč (Leptinotarsa decemlineata), ki sodi med najhujše škodljivce v kmetijstvu.

## Opis
V splošnem so lepenci majhni do srednje veliki hrošči, ki merijo med 2,5 in 10 mm v dolžino. Pogosto so prelivajočih se kovinskih barv najrazličnejših odtenkov. Njihovo telo je največkrat ovalne oblike, z močno obokanimi pokrovkami (elitrami), ki pokrivajo ves zadek. Glava je majhna in komaj vidna pod dobro razvitim oprsjem. Tipalnice večinoma ne presegajo tretjine dolžine telesa, po obliki so nitaste ali glavničaste. Noge imajo zelo različno razvite, večinoma kratke in šibke, pri nekaterih skupinah pa močne, z zadnjim parom prilagojenim za skakanje. Pokrovke lahko segajo tudi širše od zadka ali so oblikovane v različne strukture. Na zunaj so nekatere vrste zelo podobne polonicam, od katerih jih najzanesljiveje ločimo po stopalcih (tarsus) nog - ta so zgrajena iz petih členov, od katerih en na zunaj ni opazen (pri polonicah iz štirih).
V območjih z zmernim podnebjem prezimijo kot odrasle živali. Na leto se izmenja več generacij, v nekaterih primerih na ličinke pazijo samice in odganjajo različne plenilce, kot so mravlje.

## Ekologija
So skoraj izključno rastlinojedi, največ se jih prehranjuje z listi. Izjema so recimo predstavniki poddružine Cryptocephalinae, ki jedo odmrle liste. Prehrana ličink je bolj raznolika; med njimi najdemo take, ki vrtajo znotraj listov, druge grizejo po površini, napadajo korenine, semena ali stebla. Mnogo vrst je vezanih na bližino vode.
Pred plenilci se branijo s strupenimi obrambnimi spojinami, ki jih mnoge vrste dobijo iz tkiv strupenih rastlin, s katerimi se prehranjujejo, ali pa jih sintetizirajo same. Podobno kot polonice izvajajo »refleksno krvavitev« - kadar jih kaj vznemiri, izločajo obrambne snovi v obliki tekočine skozi nožne sklepe, kar izgleda, kot bi krvaveli.

### Pomen za človeka
Kratek generacijski čas pomeni, da se lahko v ugodnih razmerah lepenci izredno hitro namnožijo. Kadar napadejo rastline, ki jih za svojo prehrano ali les goji človek, lahko povzročijo veliko škode. Ličinke lepencev iz poddružine Bruchinae delajo škodo na spravljenih semenih (npr. fižolovih, grahovih ali pšenici). Med najbolj znanimi je koloradski hrošč, lepenec iz poddružine Chrysomelinae, ki so ga po 1. svetovni vojni zanesli iz Severne Amerike in od takrat povzroča resno škodo na nasadih krompirja ter drugih razhudnikovk (npr. paradižnika). Ekonomsko pomembnejše vrste so med drugimi še beluševka (Crioceris asparaga, na beluših), topolovka (Chrysomela populi, na topolih), Xanthogaleruca luteola (na brestih), Erynephala puncticollis (na pesi) itd.
Proti lepencem se največ borijo s kemičnimi sredstvi - insekticidi in feromonskimi pastmi. Težavo pri takem načinu kontrole med drugim predstavlja tudi to, da jim kratek generacijski čas omogoča hiter razvoj odpornosti proti posameznim insekticidom. Tako se je pri populacijah koloradskega hrošča do sedaj razvila odpornost proti vsaj 49 različnim insekticidom vseh razredov. Po drugi strani pa nekatere vrste, ki se prehranjujejo s koreninami, s pridom uporabljajo pri biološkem nadzoru invazivnih rastlinskih vrst.

## Sistematika in evolucija
Najstarejše fosile, ki potrjeno pripadajo lepencem, datirajo v kredo, pred okoli 100 milijoni let. Ostanki so presenetljivo skromni, obsegajo le dva v jantar ujeta primerka in en primer značilnih sledi prehranjevanja na fosiliziranih listih rastline, sorodne ingverju. Na teh temeljih predpostavljajo, da se je večina današnjih poddružin razvila v pozni kredi, hkrati z obsežno radiacijo kritosemenk. So bližnji sorodniki kozličkov (družina Cerambycidae).
Lepenci so zelo velika družina hroščev, katerih predstavnike največkrat ločujejo le mikroskopski znaki, zato se njihova klasifikacija, ki je tradicionalno temeljila na morfoloških znakih, z novimi odkritji hitro spreminja. Več splošno sprejetih poddružin je bilo tako pred kratkim reklasificiranih, bodisi so jih dvignili na nivo samostojne družine (npr. Orsodacnidae in Megalopodidae), bodisi vključili v obstoječe poddružine (npr. Alticinae, Chlamisinae, in Clytrinae). Verjetno se bo danes sprejeta taksonomska razdelitev družine z novimi podatki (predvsem molekularnimi) še spremenila.

### Lepenci v Sloveniji
Med okoli 500 vrstami, ki so znane za Slovenijo, je največ, okoli 250 vrst bolhačev, za katere je značilna majhna telesna velikost in zadnje noge, prilagojene za skakanje (zaradi česar so dobili ime po bolhah). Vendar pa bolhače, ki so jih včasih klasificirali na taksonomskem rangu poddružine (Halticinae oz. Alticinae), danes uvrščamo v naddružino Galerucinae, znotaj katere taksonomska razmerja še niso pojasnjena in tako tudi ne status bolhačev. Favnistično zanimive so vrste iz rodu gornic (Oreina), ki živijo v visokogorju, nekatere med njimi so endemiti jugovzhodnega dela Alp.